# Anne-Karine Strøm

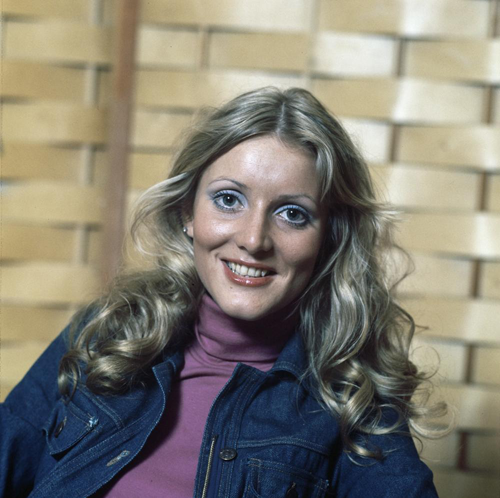
Anne-Karine Strøm (1976)

Anne-Karine Strøm (* 15. Oktober 1951 in Oslo) ist eine norwegische Sängerin und Teilnehmerin mehrerer Eurovision Song Contests. Sie ist die Mutter des Komponisten Marcus Paus.

## Melodi Grand Prix
Anne-Karine Strøm nahm insgesamt sechsmal an der norwegischen Vorentscheidung Melodi Grand Prix teil:
- 1971: Hør litt på meg – 10. Platz
- 1972: Håp – 4. Platz
- 1973: Å for et spill (als Mitglied der Bendik Singers) – 1. Platz
- 1974: Hvor er du – 1. Platz
- 1975: 1+1=2 – 4. Platz
- 1976: Mata Hari – 1. Platz

## Eurovision Song Contests
Da die Gruppe Bendik Singers die Vorauswahl gewannen, durften diese Norwegen beim Eurovision Song Contest 1973 in Luxemburg vertreten. Ihr mehrsprachiger Swingtitel It´s Just a Game erhielt Platz 7. Ein Jahr später gewann Anne-Karine Strøm alleine die Vorauswahl. Ihr Discosong The First Day of Love landete beim Eurovision Song Contest 1974 in Brighton auf dem letzten Platz. Auch 1976 durfte sie zum Eurovision Song Contest 1976, diesmal nach Den Haag reisen. Dort musste sie sich abermals mit dem letzten Platz zufriedengeben. Ihr Discotitel Mata Hari erhielt lediglich sieben Punkte.

## Diskografie
Alben
- 1971: Drømmebilde
- 1975: Anne-Karine
- 1978: Album
- 1982: Casablancas døtre
- 1986: Landet utenfor